# Edwin Díaz (baseball, 1975)
Pour le joueur du même nom né en 1994, voir Edwin Díaz.
Edwin Díaz Rosario (né le 15 janvier 1975 à Bayamón, Porto Rico) est ancien joueur professionnel de baseball.
Il évolue dans la Ligue majeure de baseball pour les Diamondbacks de l'Arizona en 1998 et 1999. Il fait partie de l'édition inaugurale des Diamondbacks et commence au deuxième but le premier match de l'histoire de l'équipe le 31 mars 1998.
Repêché par les Rangers du Texas au 2e tour de sélection en 1993, Díaz est toujours joueur de ligues mineures lors qu'il devient le 6e joueur réclamé par les Diamondbacks de l'Arizona et le 11e choisi au total lors du Repêchage d'expansion de la Ligue majeure de baseball 1997, une procédure spéciale pour construire les deux nouveaux clubs qui joignent le baseball majeur en 1998.  
Díaz fait ses débuts dans les majeures le 31 mars 1998 en même temps que les Diamondbacks joignent la Ligue nationale dans un match face aux Rockies du Colorado où il est le joueur de deuxième but de la nouvelle équipe d'Arizona. Sa carrière au plus haut niveau est toutefois brève : sept parties au total, soit trois en 1998 et quatre pour Arizona en 1999. Il cumule deux coups sûrs, chaque fois des doubles, et trois buts sur balles en 15 passages au bâton, en plus de deux points marqués et un point produit. Sa carrière de joueur se poursuit ensuite jusqu'en 2002 avec des clubs de ligues mineures affiliés aux Diamondbacks, aux Rangers du Texas et aux Twins du Minnesota, et il évolue jusqu'en 2007 en Ligue mexicaine de baseball.